# Estación Cisneros (Metro de Medellín)
La Estación Cisneros es la sexta de la línea B del Metro de Medellín de oriente a occidente y la segunda en sentido contrario. Nombrada en honor a la cercana Plaza de Cisneros y a su vez al ingeniero cubano Francisco Javier Cisneros. La interconexión con la estación Cisneros del Metroplús se realiza de manera peatonal.

## Descripción
Se trata de una estación elevada localizada en la comuna de La Candelaria, en el centro de la ciudad, justo antes del río Medellín y cercana al Centro Administrativo La Alpujarra (junto con la Estación Alpujarra), a las sedes de Teleantioquia, el Instituto Geográfico Agustín Codazzi y la Universidad Autónoma, al cerro El Volador, al Teatro Metropolitano y al Edificio Inteligente de EPM, así como del Parque de los Pies Descalzos y el Museo Interactivo, además de las iglesias del Sagrado Corazón de Jesús, de San Benito y de San Juan Bosco. Se encuentra específicamente sobre el cruce de la Avenida del Ferrocarril (o Avenida Alfonso López) con Calle 46 (Maturín) y carece de rutas integradas. En su acceso se encuentra Virgen del Campo, una obra en baldosín pintado a mano por María Lucía Vélez.
Mientras que la estación del Metroplús se encuentra a una distancia de una cuadra o 150 metros de la del metro, y su acceso se realiza a través de un paso semafórico localizado sobre la Avenida Ferrocarril con la Calle 48.

## Diagrama de la estación - Metro
| NIVEL 2   |                                                       |           |                  |
|           | Plataforma lateral, las puertas se abren a la derecha |           |                  |
| Occidente | ← hacia Estación Suramericana (Estación San Javier)   | Oriente   |                  |
| Occidente | → hacia Estación San Antonio (Terminal)               | Oriente   |                  |
|           | Plataforma lateral, las puertas se abren a la derecha |           |                  |
|           |                                                       |           |                  |
|           | Salida / Entrada                                      | Entrepiso | Salida / Entrada |
| SUELO     |                                                       |           |                  |
|           |                                                       |           |                  |

## Horario
| Horarios de estación                  | Lunes a viernes | Sábado | Domingo y festivos |
| ------------------------------------- | --------------- | ------ | ------------------ |
| Primer tren con dirección San Antonio | 04:32           | 04:32  | 05:02              |
| Primer tren con dirección San Javier  | 04:31           | 04:31  | 05:02              |
| Último tren con dirección San Antonio | 22:57           | 22:57  | 22:17              |
| Último tren con dirección San Javier  | 23:05           | 23:05  | 22:24              |

## Zonas de interés
- Biblioteca EPM
- Centro Administrativo La Alpujarra
- Parque de los Pies Descalzos
- SENA
- Parroquia Sagrado Corazón de Jesús